# Lophochernes mindoroensis
Lophochernes mindoroensis är en spindeldjursart som beskrevs av Beier 1966. Lophochernes mindoroensis ingår i släktet Lophochernes och familjen tvåögonklokrypare. Inga underarter finns listade i Catalogue of Life.